# Maurício (ur. 1962)
Maurício, właśc. Maurício de Oliveira Anastácio (ur. 9 września 1962 w Rio de Janeiro) – brazylijski piłkarz, występujący podczas kariery na pozycji napastnika.

## Kariera klubowa
Maurício karierę piłkarską rozpoczął w klubie Operário Campo Grande w 1979. W latach 1983–1984 był zawodnikiem SC Internacional, a w 1984–1986 Amériki Rio de Janeiro. W Grêmio 21 marca 1985 w przegranym 1-2 meczu z CR Vasco da Gama Maurício zadebiutował w lidze brazylijskiej. W latach 1986–1989 był na przemian zawodnikiem Botafogo FR i Internacionalu. Z Botafogo zdobył mistrzostwo stanu Rio de Janeiro – Campeonato Carioca w 1989. W sezonie 1989–1990 jedyny raz w karierze występował w Europie w hiszpańskiej Celcie Vigo.
Po powrocie do Brazylii Maurício został zawodnikiem Grêmio Porto Alegre. W kolejnych latach był zawodnikiem Portuguesy São Paulo i Internacionalu. Z Internacionalem zdobył Copa do Brasil i mistrzostwo stanu Rio Grande do Sul – Campeonato Gaúcho w 1992 roku. W Portuguesie 14 listopada 1993 wygranym 2-0 meczu z Remo Belém Maurício po raz ostatni wystąpił w lidze. Było to nieudane pożegnanie z ligą, gdyż został wyrzucony z boiska. Ogółem w latach 1985–1993 w lidze brazylijskiej wystąpił w 152 meczach, w których strzelił 21 bramek. W latach 1994–1996 występował Korei Południowej w klubie Ulsan Hyundai Horang-i. Z Ulsan zdobył mistrzostwo K-League w 1996. Karierę zakończył w 1998 roku w XV de Piracicaba.

## Kariera reprezentacyjna
Maurício w reprezentacji Brazylii jedyny raz wystąpił 27 lutego 1991 w zremisowanym 1-1 towarzyskim meczu z reprezentacją Paragwaju.